# معالجة بالعاثيات

عاثية تحقن مجموعها المورثي (الجينوم) في خليةٍ بكتيرية

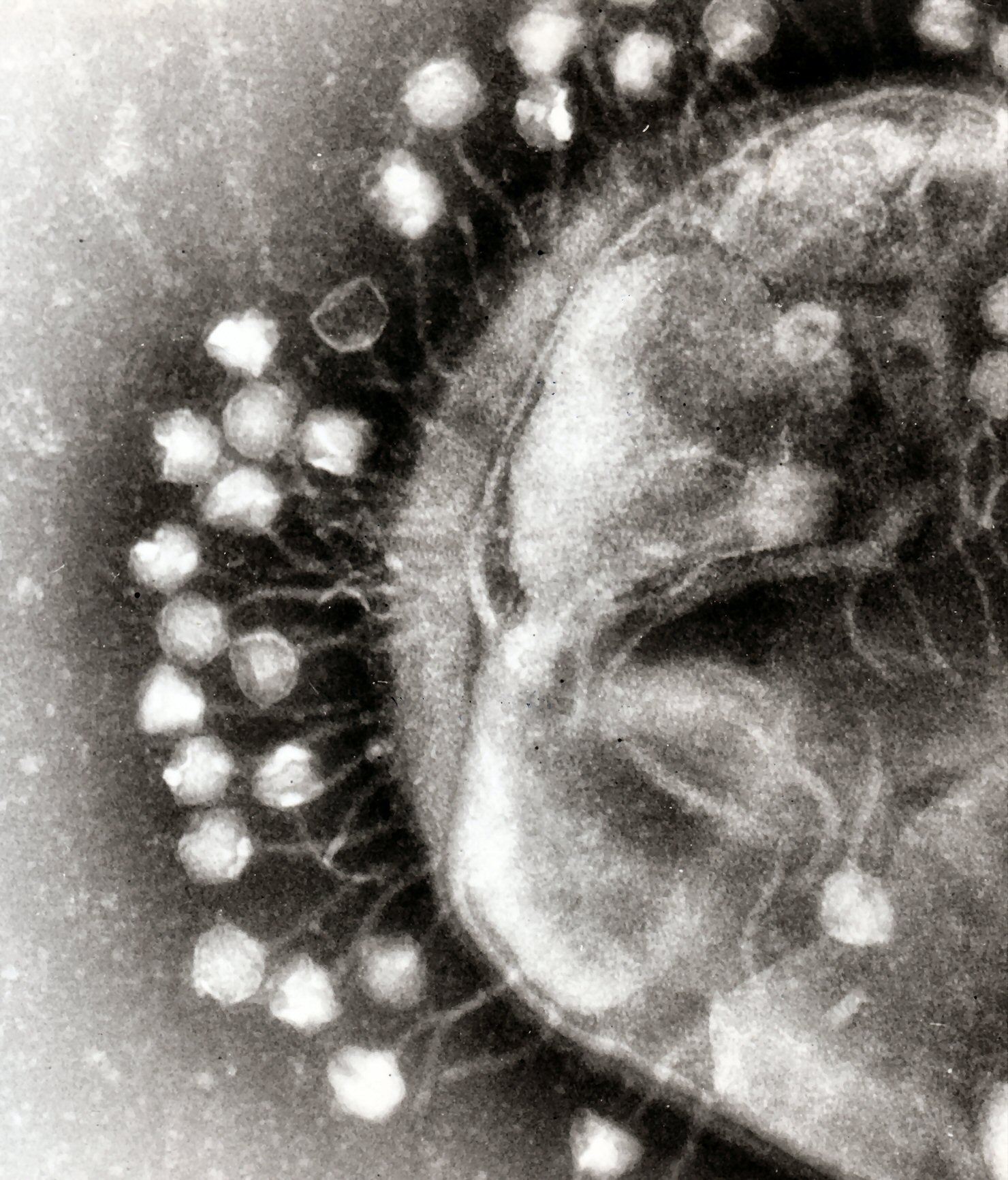
صورةٌ مجهرية لعاثياتٍ مرتبطةٌ بجدار خليةٍ بكتيرية، بتكبيرٍ مقداره 200,000 مرة تقريبًا.

المُعالجة بالعاثيات (بالإنجليزية: Phage therapy)‏ هو استخدام العاثيات في علاج العدوى البكتيرية المسببة للأمراض. يشمل العلاج بالعاثية العديد من التطبيقات المحتملة في الطب البشري وكذلك طب الأسنان والعلوم البيطرية والزراعة. إذا لم يكن المضيف المستهدف للعلاج بالعاثية حيوانًا، يُستخدم مصطلح «المكافحة الحيوية» (أي المكافحة الحيوية المتواسطة بالعاثيات للبكتيريا) بدلاً من «العلاج بالعاثية».
تعد العاثيات متخصصة أكثر من المضادات الحيوية. عادةً ما تكون غير ضارة للكائن الحي المضيف، وأيضًا للبكتيريا المفيدة الأخرى، مثل فلورا الأمعاء (النبيت الجرثومي المعوي)، ما يقلل من فرص حدوث العدوى الانتهازية. تملك مؤشر علاجي عالٍ، أي يُتوقع أن تكون الآثار الجانبية للعلاج بالعاثيات قليلة، حتى في الجرعات الأكبر. بما أن العاثيات تتكاثر في الجسم الحي (في خلايا الكائن الحي)، يمكن استخدام جرعة فعالة أقل.
تعد هذه الخاصية سلبية أيضًا: تقتل العاثيات البكتيريا فقط إذا كانت مطابقة للسلالة المعينة. نتيجةً لذلك، غالبًا ما يستخدم مزيج من العاثيات («خلائط») لتحسين فرص الشفاء. تحتوي العينات المأخوذة من المرضى الذين يتعافون في بعض الأحيان على عاثيات مناسبة يمكن زرعها لعلاج مرضى آخرين مصابين بنفس السلالة.
تعد العاثيات فعالة أكثر من المضادات الحيوية إذ يوجد غشاء حيوي رقيق مغطى بطبقة من عديد السكاريد، والذي لا تستطيع المضادات الحيوية عادةً اختراقه. في الغرب، لا يوجد حاليًا أي علاجات مخولة للاستخدام على البشر.
تُستخدم العاثيات حاليًا بشكل علاجي لعلاج العدوى البكتيرية التي لا تستجيب للمضادات الحيوية التقليدية، خاصةً في روسيا وجورجيا. توجد أيضًا وحدة للعلاج بالعاثيات في فروتسواف، بولندا، التي تأسست عام 2005، وهو المركز الوحيد من نوعه في بلدان الاتحاد الأوروبي.

## التاريخ
اكتُشفت العاثيات من قبل الإنجليزي فريدريك توارت في عام 1915 والفرنسي الكندي فيليكس دهيريل في عام 1917. قال دهيريل أن العاثيات تظهر دائمًا في براز مرضى الزحار بالشيغيلا قبل فترة وجيزة من بدء التعافي. «سرعان ما اكتشفوا أن العاثيات توجد في أي مكان تنمو فيه البكتيريا: في مجاري التصريف، وفي الأنهار التي تحوي نفايات متسربة من أنابيب التصريف، وفي براز المرضى عند النقاهة». أصبح العلاج بالعاثيات معروفًا بشكل فوري من قبل كثيرين كوسيلة أساسية للتقدم في مجال القضاء على العدوى البكتيرية المسببة للأمراض. كان جورج إليافا من جورجيا، يقوم باكتشافات مماثلة. سافر إلى معهد باستير في باريس حيث التقى دهيريل، وفي عام 1923 أسس معهد إليافا في تبليسي، جورجيا، المكرس لتطوير العلاج بالعاثيات. يستخدم العلاج بالعاثيات في روسيا وجورجيا وبولندا.
في روسيا، سرعان ما بدأ البحث والتطوير على نطاق واسع في هذا المجال. في الولايات المتحدة خلال الأربعينيات من القرن العشرين، بدأت شركة إيلي ليلي وشركاءه بالتسويق للعلاج بالعاثيات.

## الفوائد المحتملة
يعد العلاج بالعاثيات بديلًا محتملًا للعلاج بالمضادات الحيوية التقليدية للعدوى البكتيرية. وُجد أنه على الرغم من أن البكتيريا يمكن أن تكوّن مقاومة تجاه العاثيات، يكون التغلب على هذه المقاومة أسهل من التغلب على مقاومة المضادات الحيوية. مثلما تستطيع البكتيريا أن تكوّن مقاومة، يمكن للفيروسات أن تتطور لتتغلب على المقاومة.
تعد العاثيات نوعية للغاية، وتستهدف سلالة واحدة أو عدة سلالات من البكتيريا. للمضادات الحيوية التقليدية تأثير واسع النطاق، فهي تقتل كل من البكتيريا الضارة والبكتيريا المفيدة مثل تلك التي تسهل هضم الطعام. يجعل تخصص العاثيات بالأنواع والسلالات احتمال قتل البكتيريا غير الضارة أو المفيدة قليلًا عند مكافحة العدوى.
تحاول بعض المجموعات البحثية في الغرب تصميم عاثيات واسعة الطيف، وكذلك مجموعة متنوعة من أشكال علاج المكورات العنقودية الذهبية المقاومة للميثيسيلين (اختصارًا MRSA)، بما في ذلك ضمادات الجروح المشربة، والعلاج الوقائي لضحايا الحروق، والخيوط الجراحية المشربة بالعاثيات. تطورت المضادات الحيوية الأنزيمية حديثًا في جامعة روكفلر لتشكل أنزيمات من العاثيات. يمكن استخدام إنزيمات العاثيات المأشوبة والمنقاة كعوامل مضادة للجراثيم في حد ذاتها.
يملك العلاج بالعاثيات القدرة على منع أو علاج الأمراض المعدية للشعب المرجانية. قد يساعد ذلك في الحد من انخفاض أعداد المرجان في جميع أنحاء العالم.

## التطبيق

### الجمع
تتضمن أبسط طريقة للعلاج بالعاثيات جمع عينات محلية من المياه المحتمل أن تحتوي على نسبة عالية من البكتيريا والعاثيات، كما في المجاري الفائضة ومياه الصرف الصحي وغيرها من المصادر. تؤخذ العينات وتطبق على البكتيريا التي يُراد قتلها والتي زُرعت في وسط النمو.
إذا ماتت البكتيريا، كما يحدث عادةً، يُثفّل المزيج؛ تتجمع العاثيات على السطح العلوي من المزيج ويمكن فصلها.
بعد ذلك، يُجرى اختبار لمحاليل العاثيات لمعرفة أي منها يظهر آثار مثبطة للنمو (مستذيبة) أو قاتلة (حالة) للبكتيريا الهدف. يتم بعد ذلك تتضاعف العاثيات الحالة في أوساط زرع البكتيريا المستهدفة، وتُرشح لإزالة كل شيء عدا العاثيات، ثم تُوزع.

### العلاج
تعد العاثيات «نوعية للبكتريا» لذلك من الضروري في كثير من الحالات أخذ عينة من المريض وزرعها قبل العلاج. في بعض الأحيان، قد يستغرق عزل العاثيات العلاجية بضعة أشهر حتى يكتمل، لكن تؤمن العيادات الطبية عمومًا خلائط العاثيات للسلالات البكتيرية الأكثر شيوعًا في منطقة جغرافية معينة.
تُباع خلائط العاثيات في الصيدليات في البلدان الشرقية. تُعدل مكونات خلائط العاثيات بشكل دوري لإضافة عاثيات فعالة ضد السلالات الناشئة المسببة للأمراض.
في الممارسة، تؤخذ العاثيات عن طريق الفم، أو تُطبق موضعيًا على الجروح المصابة أو تنتشر على السطوح، أو تُستخدم في العمليات الجراحية. نادراً ما يستخدم الحقن، لتجنب مخاطر الملوثات الكيميائية التي قد تتشكل في مرحلة تضاعف البكتيريا، مع العلم أن الجهاز المناعي يعمل بشكل طبيعي لمحاربة الفيروسات التي تدخل في المجرى الدموي أو الجهاز اللمفاوي.
استُخدم العلاج الفردي بالعاثيات بنجاح من قِبل روبرت ت. سكولي وآخرين لعلاج مصاب بالراكدة البومانية المقاومة للأدوية المتعددة في الولايات المتحدة في عام 2015. أظهر تقييم العلاج بالعاثيات حاجة إلى مزيد من الأبحاث السريرية والميكروبيولوجية لتلبية المعايير الحالية.

### طرق الإعطاء
يمكن عادةً تجفيف العاثيات بالتجميد وتحويلها إلى حبوب دون تقليل كفاءتها. تظهر بعض أنواع العاثيات الموجودة بشكل حبوب ثباتية في درجة حرارة تصل إلى 55 درجة مئوية وفترة صلاحية تصل لنحو 14 شهرًا. يمكن تطبيقها بشكلها السائل، ويفضل تخزينها في فيالات في البراد. يكون الاستخدام الفموي أفضل عندما إضافة مضادات الحموضة، لأن هذا يحد من تخرب العاثيات عند مرورها بالمعدة. غالبًا ما يشمل التطبيق الموضعي وضع الشاش على المنطقة المراد علاجها.
استُخدم العلاج بالتسريب الوريدي للعاثيات بنجاح لعلاج مريض بالراكدة البومانية المقاومة للأدوية المتعددة في مستشفى ثورنتون في جامعة كاليفورنيا (سان دييغو) في عام 2017.

## العقبات
بسبب النوعية العالية للعلاج بالعاثيات تجاه البكتيريا، يجب أن تحضر العيادات الطبية خلائط مختلفة لعلاج نفس العدوى أو المرض لأن المكونات البكتيرية لمثل هذه الأمراض قد تختلف من منطقة لأخرى أو حتى من شخص لآخر. وهذا يعني أنه يجب الاحتفاظ «ببنوك» تحتوي العديد من العاثيات المختلفة ويجب تحديثها بانتظام بإضافة عاثيات جديدة.
علاوةً على ذلك، يمكن أن تطور البكتيريا مستقبلات مختلفة إما قبل أو أثناء العلاج. وهذا قد يمنع العاثيات من القضاء على البكتيريا بشكل كامل. تجعل الحاجة إلى بنوك العاثيات الاختبارات التنظيمية للسلامة أصعب وأكثر تكلفة بموجب القواعد الحالية في معظم البلدان. ستصعب هذه العملية من استخدام العلاج بالعاثيات على نطاق واسع. بالإضافة إلى ذلك، قد يؤدي صدور براءات الاختراع (الخاصة بالكائنات الحية) إلى تعقيد عملية التوزيع لشركات الأدوية التي ترغب في الحصول على حقوق حصرية على «اختراعها»، الأمر الذي من شأنه أن يثني الشركات التجارية عن استثمار رأس المال فيها. كما عُرف منذ ما لا يقل عن ثلاثين عامًا، تملك المتفطرات مثل المتفطرة السلية عاثيات خاصة. لم تُكتشف أي عاثية حالة لعلاج المطثية العسيرة، المسؤولة عن العديد من عداوي المستشفيات، ولكن توجد بعض العاثيات المندرجة (مدمجة في الجينوم، وتسمى أيضًا مستذيبة) مخصصة لهذا النوع؛ هذا يفتح الطريق أمام إجراءات مشجعة ولكن مع مخاطر إضافية.
قد تلعب النظرة العامة السلبية تجاه الفيروسات أيضًا دورًا في الإحجام عن قبول العلاج بالعاثيات.